# Chung Sye-kyun
Chung Sye-kyun (* 5. November 1950 in Jinan, Jeollabuk-do) ist ein südkoreanischer Politiker der Deobureo-minju-Partei, der vom 14. Januar 2020 bis zum 16. April 2021 der 46. Premierminister Südkoreas war. Chung war von 1996 bis 2020 Mitglied der Nationalversammlung, vom 10. Februar 2006 bis zum 20. August 2007 Minister für Wirtschaft, Industrie und Energie und vom 9. Juni 2016 bis zum 29. Mai 2018 Parlamentssprecher der Nationalversammlung.

## Leben

### Frühe Jahre und Ausbildung
Chung Sye-kyun studierte Rechtswissenschaft an der Korea University Law School, der rechtswissenschaftlichen Fakultät der Korea University und erlangte dort 1975 seinen Bachelor of Laws (LL.B.). 1978 begann er für die Ssangyong Group zu arbeiten und leitete später deren Import-Export-Geschäfte in den USA in New York und Los Angeles. In New York erlangte er 1983 seinen Master von der Robert F. Wagner Graduate School of Public Service der New York University und 1990 seinen MBA von der Graziadio School of Business and Management der Pepperdine University. 2004 erlangte er den Doktorgrad in Business Administration von der Kyung-Hee-Universität.

### Politik
Chungs politische Karriere begann 1995 als Sonderberater von Kim Dae-jung, der im selben Jahr die Partei Sae-jeongchi-gungmin-hoeui (Nationaler Kongress für neue Politik) gegründet hatte. Ein Jahr später kandidierte Chung bei den Wahlen zur 15. Nationalversammlung für die Sae-jeongchi-gungmin-hoeui für das Direktmandat im Wahlkreis seines Geburtsortes und konnte mit 36.176 (68,9 %) Stimmen das Direktmandat gewinnen. Während der Legislaturperiode war er Mitglied des Ausschusses für Finanzen und Wirtschaft und leitete denselben von 1997 bis 1998.
Chung verteidigte 2000 sein Direktmandat, diesmals für die Sae-cheonnyeon-minju-Partei (Demokratische Partei des Neuen Millenniums). Nachdem Roh Moo-hyun Präsidentschaftswahl in Südkorea 2002 gewonnen hatte, gründete dieser 2003 die Yeollin-uri-Partei (열린우리당, Yeollin-uri-dang, Unsere Offene Partei), der sich auch Chung anschloss. Bei der Wahl zur Nationalversammlung 2004 gewann Chung erneut das Direktmandat in seinem Wahlkreis mit 78,1 % der Stimmen. Im Januar 2005 wurde er zum Fraktionsvorsitzenden der Yeollin-uri-Partei ernannt und am 10. Februar 2006 von Roh Moo-hyun zum Minister für Wirtschaft, Industrie und Energie ernannt. Im Februar 2007 wurde Chung zum Parteivorsitzenden gewählt und sah sich mit der Aufgabe konfrontiert, nachdem Roh Moo-hyun wenig später seinen Austritt aus der Yeollin-uri-Partei bekannt gab und es zu mehreren Austrittswellen von ranghohen Politikern kam, die Yeollin-uri-Partei in eine neue Partei zu überführen. Am 5. August 2007 entstand aus den restlichen Mitgliedern der Yeollin-uri-Partei und anderen liberalen Splittergruppen die Dae-tonghap-minju-sin-Partei (Neue Große Vereinigte Demokratische Partei), die sich Anfang 2008 in Tonghap-minju-Partei umbenannte.
Bei der Wahl zur 18. Nationalversammlung 2008 trat Chung für die Tonghap-minju-Partei in seinem Wahlkreis an und erreichte mit 74 % der Stimmen den direkten Einzug in die Nationalversammlung. Im Juli 2008 nannte sich die Tonghap-minju-Partei in Minju-Partei um. Bei der Wahl zum Vorsitzenden der Minju-Partei am 6. Juli 2008 konnte sich Chung gegen Choo Mi-ae und Chyung Dai-chul durchsetzen und wurde der Nachfolger von Son Hak-gyu. 2009 begann die regierende Hannara-Partei (한나라당, Hannara-dang, Große Nationalpartei) unter Präsident Lee Myung-bak eine Neuordnung des Rundfunkwesens, welche unter anderem die Privatisierung der öffentlich-rechtlichen Sender KBS und MBC beinhaltete. Am 24. Juli 2009 gaben Chung Sye-kyun und Chun Jung-bae aus Protest ihr Mandat in der Nationalversammlung auf und kündigten eine landesweite 100-tägige Protestwelle an. Chung und 70 weitere Parteimitglieder kehrten am 27. August 2009 nach einem einmonatigen Protest in die Nationalversammlung zurück. Bei den Kommunalwahlen im Mai 2010 gewann die Minju-Partei sieben von 16 Gouverneurs- und Bürgermeisterwahlen, konnte aber bei den Nachwahlen im Juli 2010 nur drei von acht Nachwahlen zur Nationalversammlung, statt der erhofften sechs, gewinnen. Chung trat deswegen am 2. August 2010 als Vorsitzender der Minju-Partei zurück. Kritiker warfen Chung vor, dass er eine falsche Auswahl der Kandidaten getroffen hätte.
Für die Wahl zur 19. Nationalversammlung 2012 wechselte Chung seinen Wahlkreis und trat in Jongno-gu, Seoul als Kandidat für die Minju-tonghap-Partei an. Dort besiegte er den Kandidaten der regierenden Saenuri-Partei (새누리당, Saenuri-dang, Neue Welt Partei), Hong Sa-duk, mit 41.732 (52,3 %) zu 31.530 (44,8 %) Stimmen. 2016 konnte er sein Mandat im gleichen Wahlkreis für die Deobureo-minju-Partei gegen den früheren Bürgermeister von Seoul Oh Se-hoon mit 44.342 (52,6 %) zu 33.490 (39,7 %) der Stimmen verteidigen.
Am 9. Juni 2016 wurde Chung mit 274 von 287 Stimmen zum Parlamentssprecher gewählt. Einen Tag zuvor hatten sich die Parteien über die Vorsitzenden der 18 Komitees geeinigt und die Saenuri-Partei auf das Amt des Parlamentssprechers verzichtet. Chung gewann die interne Wahl in der Minju-Partei und wurde als deren einziger Kandidat aufgestellt. Als Stellvertreter fungieren Shim Jae-cheol von der Saenuri-Partei und Park Joo-sun von der Gungminui-Partei. Die Amtszeit beträgt die ersten zwei der vier Jahre der 20. Legislaturperiode. Da das Gesetz eine Parteizugehörigkeit des Parlamentssprechers verbietet, wurde Chung diese automatisch aberkannt; nach seiner Amtszeit als Parlamentssprecher erhält er diese aber automatisch wieder.
Am 14. Januar 2020 übernahm Chung das Amt des Premierministers von Lee Nak-yeon.

## Wahlergebnisse
Die folgende Tabelle gibt eine Übersicht über die Wahlergebnisse von Chung Sye-kyun.
| Jahr | Wahl                             | Wahlkreis                                               | Partei                     | Stimmen (%)     | Ergebnis |
| ---- | -------------------------------- | ------------------------------------------------------- | -------------------------- | --------------- | -------- |
| 1996 | Wahl zur 15. Nationalversammlung | Jeollabuk-do Jinan-gun, Muju-gun, Jangsu-gun            | Sae-jeongchi-gungmin-hoeui | 36.176 (68,9 %) | gewählt  |
| 2000 | Wahl zur 16. Nationalversammlung | Jeollabuk-do Jinan-gun, Muju-gun, Jangsu-gun            | Sae-cheonnyeon-minju-dang  | 34.165 (65,1 %) | gewählt  |
| 2004 | Wahl zur 17. Nationalversammlung | Jeollabuk-do Jinan-gun, Muju-gun, Jangsu-gun, Imsil-gun | Yeollin-uri-dang           | 45.475 (78,1 %) | gewählt  |
| 2008 | Wahl zur 18. Nationalversammlung | Jeollabuk-do Jinan-gun, Muju-gun, Jangsu-gun, Imsil-gun | Tonghap-minju-dang         | 35.566 (74,0 %) | gewählt  |
| 2012 | Wahl zur 19. Nationalversammlung | Seoul Jongno-gu                                         | Minju-tonghap-dang         | 41.732 (52,3 %) | gewählt  |
| 2016 | Wahl zur 20. Nationalversammlung | Seoul Jongno-gu                                         | Deobureo-minju-dang        | 44.342 (52,6 %) | gewählt  |